# Top Gear (雜誌)
Top Gear是BBC World旗下的汽车杂志，由即时媒体公司負責出版。该杂志得名自BBC的电视节目Top Gear。雜誌于1993年10月首次出版，每月出版一次，价格为4.35英镑。截至2019年3月，在英国共出版了320期。該雜誌在全球其他地方也有出版。

## 外部連結
- Top Gear website（页面存档备份，存于）
- Magazine website（页面存档备份，存于）
- Official BBC website（页面存档备份，存于）